# Derde Taiwancrisis
De Derde Taiwancrisis was een periode van verhoogde spanningen tussen communistisch China op het vasteland en nationalistisch China op het eiland Taiwan van juli 1995 tot maart 1996. De crisis ontstond toen president Lee Teng-hui Taiwanese onafhankelijkheid leek na te streven en eindigde na diens herverkiezing als president.

## Voorgeschiedenis
De Chinese Burgeroorlog was in 1950 stilgevallen nadat de nationalisten zich op Taiwan hadden verschanst en de communisten op het vasteland de volksrepubliek hadden uitgeroepen. Beide partijen bleven claimen de rechtmatige regering van het grondgebied van de andere te zijn en bleven trouw aan het een-Chinaprincipe. Dankzij de steun van de Verenigde Staten kon voorkomen worden dat de Volksrepubliek Taiwan in de jaren 1950 onder de voet liep. Pas eind jaren 1970 erkende de VS als een van de laatste westerse landen de regering in Peking, en verbrak tegelijkertijd de diplomatieke banden met Taipei. China dreigde meteen militair in te grijpen als Taiwan kernwapens verwierf, er een revolutie plaatsvond of zich onafhankelijk verklaarde. De VS hecht dan weer groot belang aan de veiligheid van Taiwan en voorziet het eiland in wapens. Daardoor bleef de kwestie-Taiwan decennialang in een impasse zitten.

## Het incident in de Gele Zee
In de jaren 1950 ontbrak het China nog aan kernwapens en een serieuze marine, maar in de loop der jaren werd die achterstand grotendeels ingehaald. Dat de Volksrepubliek een militaire tegenstander van formaat was geworden werd duidelijk in oktober 1994, toen de Amerikaanse marinegevechtsgroep gecentreerd rond het vliegdekschip Kitty Hawk in de Gele Zee plots onderschept werd door een Chinese Hanklasse-kernonderzeeër. De onderzeeër volgde het vliegdekschip van 27 tot 29 oktober, terwijl Amerikaanse anti-onderzeeërvliegtuigen onderschept werden door Chinese gevechtsvliegtuigen. Daarop keerde de onderzeeër terug naar de haven, en China had laten zien waartoe het inmiddels in staat was.

## Chinees-Taiwanese betrekkingen

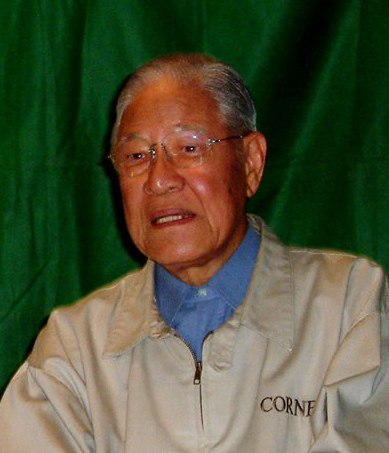
De voormalige Taiwanese president Lee Teng-hui in 2004.

Met het aantreden van de Chinese leider Deng Xiaoping begin jaren 1980 kwam er een dooi in de betrekkingen van de Volksrepubliek met Taiwan. Na decennia van vijandigheid wilde men de hereniging met het eiland vreedzaam nastreven. Peking bood Taipei "één land, twee systemen" aan, zoals in 1997 ook met Hongkong werd gedaan. Politiek contact werd gelegd tussen China's Associatie voor Betrekkingen over de Straat van Taiwan en Taiwans Straatuitwisselingsstichting, die hiertoe waren opgericht. Zo werd de Consensus van 1992 bereikt, waarbij beide partijen erkenden dat er één China is maar elk afzonderlijk konden definiëren wat daaronder wordt verstaan. In 1993 kwamen de voorzitters van beide organisaties bij elkaar en maakten afspraken over handel en samenwerking.
Doch ze hadden beide hun eigen agenda. Taiwan wilde het status quo behouden en erkend worden, terwijl China Taiwan internationaal wilde isoleren en afhankelijk maken. Toen Lee Teng-hui in 1988 president van Taiwan werd, zette hij de democratisering die zijn voorganger had ingezet verder. Voordien werd het eiland door een Kwomintang-dictatuur bestuurd. In maart 1996 werden de eerste vrije presidentsverkiezingen gepland. De Taiwanese politiek was verdeeld in de Blauwe Coalitie voor betere betrekkingen met China en de Groene Coalitie voor onafhankelijkheid van Taiwan. De groeiende invloed van de onafhankelijkheidsbeweging verontrustte China, dat het eiland als Chinees grondgebied beschouwde.

## Chinees-Amerikaanse betrekkingen

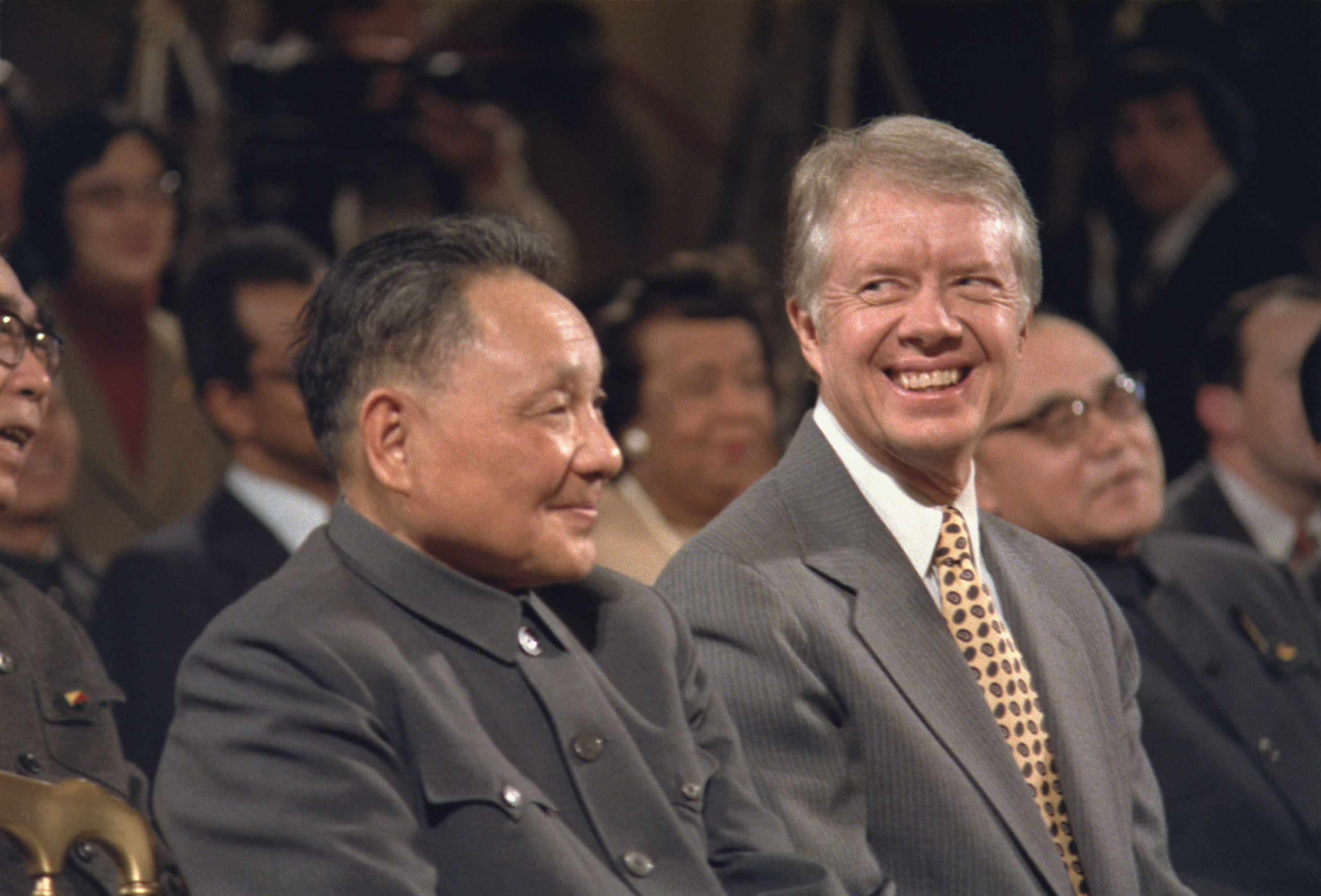
De vroegere Chinese leider Deng Xiaoping met de Amerikaanse president Jimmy Carter in 1979.

In de jaren 1970 hadden de Verenigde Staten de Volksrepubliek China erkend, het een-Chinaprincipe bevestigd en in 1982 hadden ze ook beloofd de wapenleveringen aan Taiwan terug te schroeven. Maar tegelijkertijd gaf men aan in te zullen grijpen als de veiligheid van Taiwan in het gedrang kwam. Dit alles werd gedaan in de vorm van drie communiqués. In de jaren 1980 verbeterden de betrekkingen, om na het neerslaan van het Tiananmenprotest echter weer een dieptepunt te bereiken. Begin jaren 1990 waren de betrekkingen daarvan herstellende. De beslissing in 1992 om 150 F-16-gevechtsvliegtuigen aan Taiwan te verkopen viel in Peking dan ook niet in goede aarde. Taiwan kwam daarmee internationaal en militair sterker te staan.
In 1994 versterkten de Verenigde Staten hun banden met Taiwan, maar verleenden geen visa aan Taiwanese functionarissen om China niet voor het hoofd te stoten. Daardoor mocht Lee Teng-hui het vliegveld niet af toen hij een tussenlanding maakte op Hawaï. Na de tussentijdse verkiezingen in 1994 verwierven de republikeinen een meerderheid in het Amerikaans Congres, waarmee ook het pro-Taiwan-kamp in de VS sterker werd. Zo zei de voorzitter van het Huis van Afgevaardigden Newt Gingrich dat de president van Taiwan naar de VS moest kunnen komen en dat Taiwan een plaats in de Verenigde Naties moest krijgen.
Daarmee leek de Verenigde Staten Taiwanese onafhankelijkheid te steunen en ook dat viel in Peking niet in goede aarde. Deng Xiaoping hield de zaak echter onder controle en de Chinese reactie bleef bij formeel protest door het Ministerie van Buitenlandse Zaken. In 1995 werd hij vanwege zijn verslechterende gezondheid echter opgevolgd door Jiang Zemin. Die stelde in januari 1995 onderhandelingen voor waarbij beide partijen als gelijken zouden deelnemen. Taiwan wilde echter dat Peking het gebruik van geweld afzwoer alvorens onderhandelingen begonnen.

## Lee's reis naar de Verenigde Staten

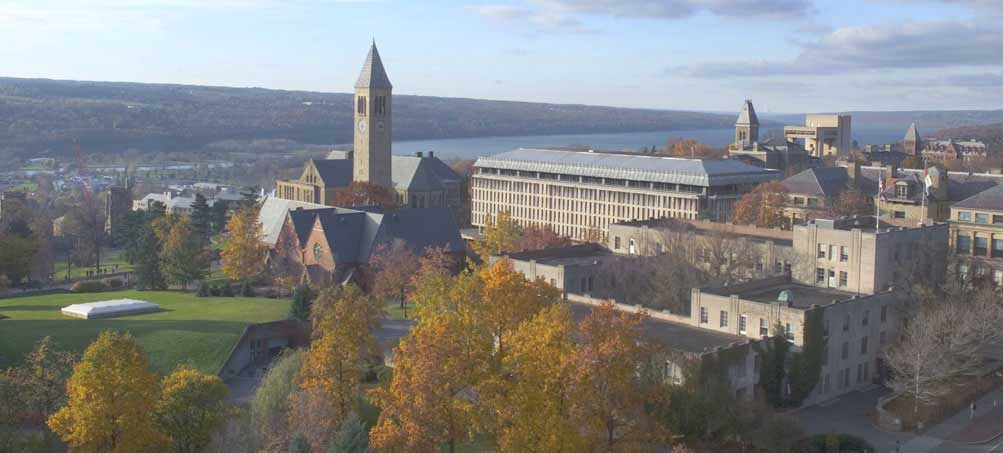
De Cornell-universiteit in de staat New York.

Toen de Taiwanese president Lee Teng-hui door de Cornell-universiteit, waar hij gestudeerd had, werd uitgenodigd om over de democratisering van zijn land te komen spreken werd China verzekerd dat hij daar geen visum voor zou krijgen omdat dat "inconsistent met de informele betrekkingen met Taiwan" zou zijn. In mei 1995 stemde het Amerikaans Congres echter met overweldigende meerderheid voor een niet-bindende resolutie die de regering vroeg Lee een visum te verstrekken. Die ging daardoor overstag en verleende het visum. Lee Teng-hui verbleef op 9 en 10 juni 1995 in de VS.
De plotse ommezwaai in het beleid viel Peking zwaar. Taiwan leek een diplomatiek spel te spelen en onafhankelijkheid te zoeken. China riep de Amerikaanse ambassadeur op het matje om formeel protest over te maken en dreigde dat de beslissing ernstige gevolgen zou hebben. Een luchtmachtdelegatie die in de VS was in het kader van een militair uitwisselingsprogramma werd teruggeroepen. Niet veel later werd een bezoek van Minister van Defensie Chi Haotian geannuleerd. Ook geplande gesprekken over de controle op rakettechnologie, kernbrandstof en samenwerking inzake kernenergie in China werden geannuleerd. Op 16 juni werden de gesprekken met Taiwan uitgesteld en de dag daarop werd China's ambassadeur in Washington teruggeroepen. Een economische missie naar Washington om investeringen in China te bevorderen ging daarentegen wel gewoon door. Daarnaast werden fabrieken die illegaal CD's kopieerden heropend en dissidenten opgepakt; zaken die gevoelig lagen in de Verenigde Staten.

## Raketproeven en militaire oefeningen

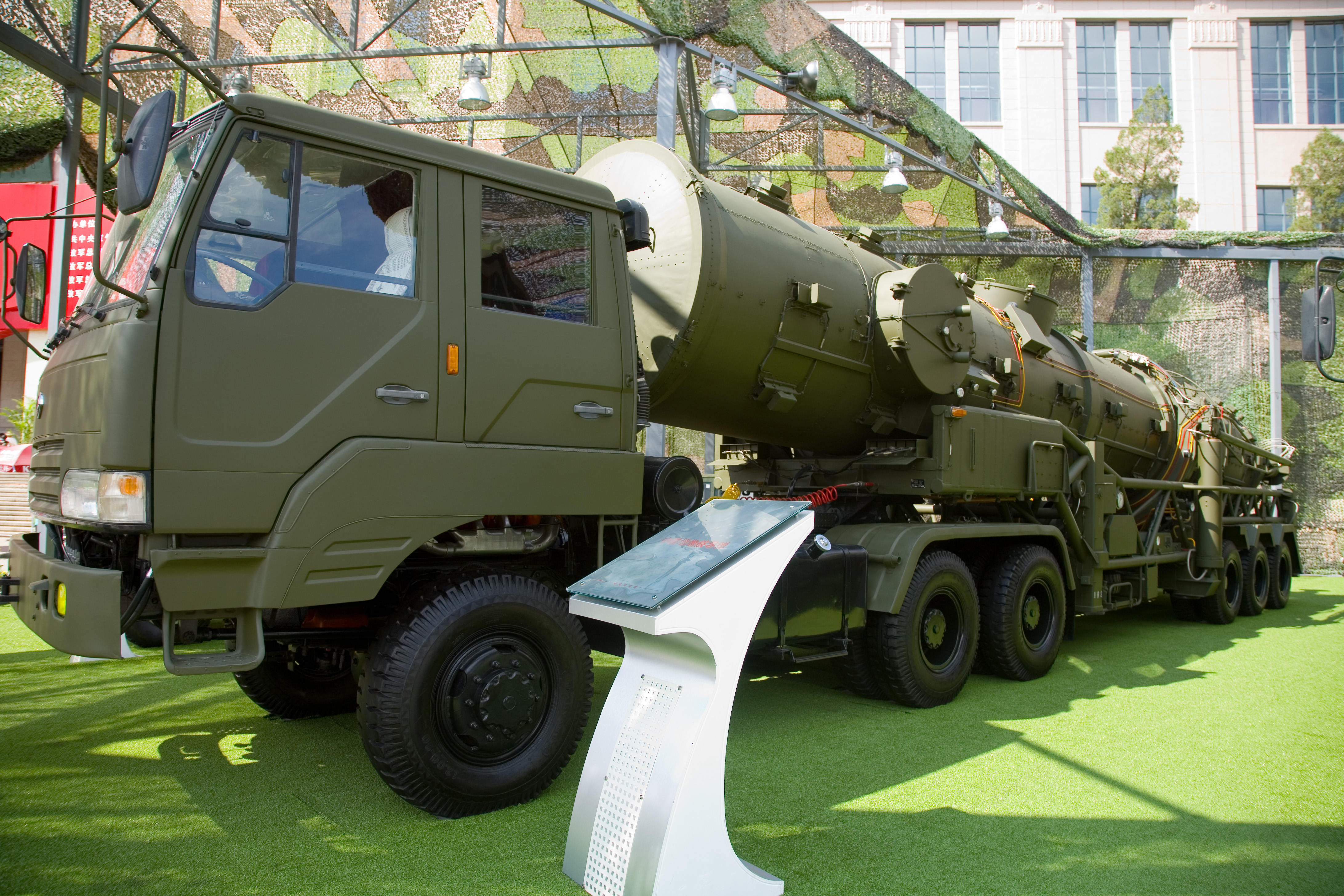
Een tentoongesteld lanceervoertuig voor de DF-21-langeafstandsraket.

Op 18 juli kondigde China raketproeven aan die tussen 21 en 28 juli zouden plaatsvinden 130 kilometer ten noordoosten van Taiwan. Het Tweede artilleriekorps van het Volksbevrijdingsleger hield jaarlijks oefeningen, maar dit was de eerste keer in jaren dat ze werden aangekondigd. Er werden vier DF-15-raketten met een bereik van 600 kilometer en twee DF-21-raketten met een bereik van 1700 kilometer gelanceerd alvorens de proeven op 26 juli voortijdig beëindigd werden, mogelijk omdat in het gebied een tyfoon werd verwacht.
De proeven kaderden in een grootschalige militaire oefening genaamd Blauwe Walvis 5, die eind juni was begonnen. Er werd onder meer gevuurd door de kustbatterijen en er werden lucht- en ambibische aanvallen nagebootst. Op 31 juli, de 68e verjaardag van de Volksrepubliek, zei Chi Haotian dat zijn land nooit geweld zou afzweren en niet zou staan toekijken als het buitenland tussenkwam in China's hereniging.
Van 15 tot 25 augustus werden opnieuw oefeningen gehouden; deze keer 140 kilometer ten noorden van Taiwan en in een groter gebied dan de eerste oefeningen. Deze keer werden zes raketten afgevuurd. Op 17 augustus werd ook een ondergrondse kernproef gehouden in Lob Nuur.
In oktober en november 1995 werden marine-oefeningen met amfibische landingen gehouden. Bij de oefenlanding op het eiland Dongshan waren 300 vaartuigen, twee luchtmachtdivisies en 17.000 troepen betrokken. Op 1 december, de dag voor de verkiezingen voor de Wetgevende Yuan in Taiwan, werden nog grotere oefeningen aangekondigd in maart, tijdens de presidentsverkiezingen in Taiwan. De VS kreeg ook te horen dat een maand lang elke dag een raket zou worden afgevuurd op Taiwan als de nieuwe Taiwanese president het land internationaal bleef profileren. Dat dreigement werd evenwel nooit waargemaakt.
Gedurende februari 1996 trok China 150.000 troepen, 300 vliegtuigen, luchtverdedigingseenheden en eenheden van de drie marinevloten samen voor de eerder aangekondigde oefeningen in maart. Die werden van 8 tot 15 maart gehouden in een gebied vlak bij Keelung en een gebied vlak bij Kaohsiung, Taiwans belangrijkste havensteden. Er werden opnieuw vier DF-15-raketten gelanceerd. Tussen 12 en 20 maart werden oefeningen gehouden in een gebied in het midden van de Straat van Taiwan dat toevallig of niet nagenoeg even groot was als Taiwan. Tussen 18 en 25 maart volgden nog eens amfibische oefeningen op het eiland Haitan, dat geografisch erg op Taiwan lijkt. De oefeningen toonden aan dat het Volksbevrijdingsleger capabel was om gecoördineerde operaties van verschillende legeronderdelen uit te voeren.

## Diplomatieke initiatieven
Tegelijkertijd eiste China dat de Verenigde Staten "hun fout zouden herstellen" met een publieke verklaring dat Taiwanese functionarissen geen visa krijgen; en dat liefst in de vorm van een vierde communiqué. De VS minimaliseerde van zijn kant het bezoek van Lee Teng-hui en liet zich verder niet te veel horen. Sinds de jaren 1970 voerde het land een beleid waarbij zo weinig mogelijk vertoon gemaakt werd van de intentie om Taiwan te verdedigen. Dat zou immers Peking irriteren en Taiwan inspireren tot provocaties.

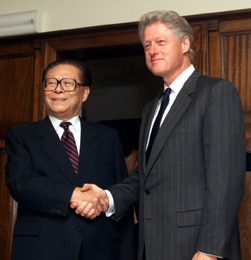
Jiang Zemin en Bill Clinton in 1999.

Tijdens een vergadering met de Chinese Minister van Buitenlandse Zaken op 1 augustus weigerde zijn Amerikaanse ambtsgenoot Warren Christopher te garanderen dat er geen visa meer zouden worden uitgereikt. Het herziene Amerikaanse beleid was namelijk dat dergelijke visumaanvragen geval per geval werden beoordeeld en dat de zeldzame bezoeken in de private sfeer bleven. Vervolgens werd een topontmoeting geregeld tussen de Amerikaanse en de Chinese president in oktober. China kondigde daarop aan dat de Chinese ambassadeur zou terugkeren naar Washington en dat een generaal de herdenking van het einde van de Tweede Wereldoorlog in Honolulu zou bijwonen.
Op 18 oktober was de Amerikaanse Minister van Handel Ron Brown in Peking, waar president Jiang hem zei dat China hoopte dat de VS lessen zou trekken uit het incident en zich strikt zou houden aan het een-Chinabeleid. Jiang en Clinton spraken elkaar op 24 oktober. Clinton herhaalde toen wat tijdens de eerdere ontmoetingen reeds was gezegd.
Ondanks de eerdere toezegging dat visa voor Taiwanese functionarissen zeldzaam zouden zijn, werden er in januari 1996 twee uitgereikt. Vice-president Li Yuan-zu kreeg er een op 6 en 31 januari; telkens om een tussenlanding te maken op weg naar een derde land. Washington noemde dit "in overeenstemming met het beleid" en "routine", maar Peking werd hierdoor geprikkeld.
Begin maart 1996 werd de Chinese vice-Minister van Buitenlandse Zaken Liu Huaqui naar Washington gestuurd om de Verenigde Staten te verzekeren dat de oefeningen niet meer dan dat waren en dat China zeker niet van plan was om Taiwan binnen te vallen.

## De Amerikaanse reactie

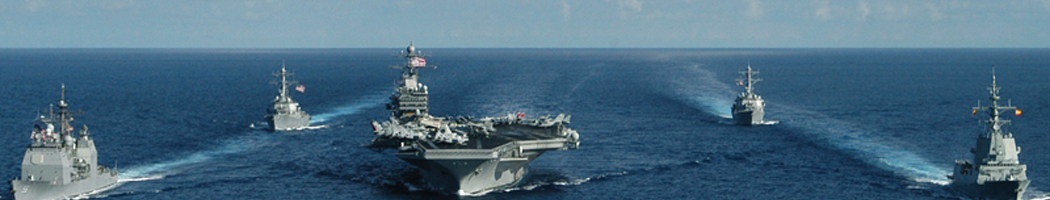
Een marinegevechtsgroep van de Amerikaanse Zeemacht.

China was ook dubbelzinnig in zijn boodschap. Zo zei een hoge functionaris dat er oorlog zou komen als Taiwan zijn beleid niet herzag, terwijl het Ministerie van Buitenlandse Zaken dergelijke dreigementen "totaal ongegrond" noemde. Een andere zei dat China de betrekkingen met de Verenigde Staten niet verder wilde laten verslechteren. Heel die tijd werden de Chinese oefeningen in de gaten gehouden door de Amerikaanse zevende vloot, die aan de andere kant van Taiwan had postgevat. Op 19 december 1995 passeerde het vliegdekschip USS Nimitz met vier escorteschepen door de Straat van Taiwan, wat geïnterpreteerd werd als een waarschuwing aan China tegen een aanval op Taiwan. China waarschuwde vervolgens niet opnieuw een vliegdekschip door de zeestraat te sturen. De Amerikaanse Minister van Defensie William Perry zei daarop dat "China een militaire grootmacht is, maar de sterkste militaire macht in de westelijke Stille Oceaan zijn de Verenigde Staten". Een tweede passage door de Straat van Taiwan kwam er evenwel niet.
De Verenigde Staten wilden de situatie bekoelen en berichtten Peking in maart dat de Chinese acties de situatie "niet vooruithielpen". China hield toen opnieuw militaire oefeningen vlak bij Taiwan. De raketproeven werden "roekeloos" genoemd en er werd ook gewaarschuwd voor "ongelukken". Als zo'n raket insloeg op Taiwan zou dat niet nader genoemde gevolgen hebben. Ook een Chinese poging om Taiwan in te nemen zou "ernstige gevolgen" hebben. De marinegevechtsgroep rond het vliegdekschip USS Independence werd naar de regio gezonden om de oefeningen gade te slaan. Kort daarop werd ook de USS Nimitz opnieuw ter plaatse gestuurd zodat "China zich niet zou misrekenen in het belang dat de VS aan het gebied hechtte" en om hun "vrienden in de regio te verzekeren dat [de VS] zich de vrede en stabiliteit van de regio bleef aanbelangen".

## Het doel en resultaat van de oefeningen

De uitslag van de Taiwanese presidentsverkiezingen in 1996.

Waar de oefeningen in de zomer van 1995 tot doel hadden gehad Taiwan van koers te doen veranderen moesten die in maart 1996 de Taiwanese kiezer intimideren met de boodschap dat stemmen voor de onafhankelijkheidsgezinde Lee oorlog betekende. Die won de verkiezingen op 23 maart echter met 54% van de stemmen en zou dankzij de Chinese bedreigingen zelfs steun gewonnen hebben.
Hoewel de crisis hierna ging liggen bleef de vijandige sfeer wel bestaan. Zo weigerde China eind april in te gaan op een aanbod van Taiwan om de onderhandelingen te hervatten. China eiste dat Taiwan eerst het een-China-principe zou onderschrijven. Pas nadat de Kwomintang in 2008 de presidentsverkiezingen wonnen werden de gesprekken hervat. De betrekkingen tussen China en de VS werden wel snel hersteld. In 1997 en 1998 brachten Bill Clinton en Jiang Zemin een staatsbezoek aan elkaars land. Ook werden verschillende samenwerkingsverbanden tussen beide landen tot stand gebracht.
Na de crisis bestelde China ook sovremennyklasse-torpedobootjagers, kiloklasse-aanvalsonderzeeërs en Soechoj-jachtvliegtuigen van Rusland als tegengewicht tegen de Amerikaanse marinegevechtsgroepen. De Sovremennyklasse was door de toenmalige Sovjet-Unie speciaal ontworpen om deze groepen te bestrijden.